# FROG
Pour les articles homonymes, voir Frog.
Meilleure cryptanalyse
Wagner, Fergurson et Schneier
FROG est un algorithme de chiffrement de bloc proposé en 1998 dans le cadre du concours AES et conçu par Dianelos Georgoudis, Damian Leroux et Billy Simón Chaves. Il peut travailler sur des blocs de taille variable. La longueur de la clé de chiffrement peut également être variable. L'algorithme a 8 tours avec une structure interne complexe. 
En 1999, David Wagner et al. ont publié une analyse des clés faibles de FROG. L'algorithme a également souffert de sa lenteur avec des opérations de chiffrement nettement moins performantes que ses concurrents. L'équipe de Wagner a de plus trouvé une faille liée à une différence de qualité dans la diffusion des bits entre le chiffrement et le déchiffrement.
Pour ces raisons, il fut écarté de la finale.